# Sandro Viletta
Sandro Viletta (Obervaz, 23 gennaio 1986) è un allenatore di sci alpino ed ex sciatore alpino svizzero, campione olimpico nella supercombinata ai XXII Giochi olimpici invernali di Soči 2014.

## Biografia

### Carriera sciistica

#### Stagioni 2002-2009
Viletta, originario di Valbella di Obervaz e attivo in gare FIS dal dicembre del 2001, ha esordito in Coppa Europa il 10 gennaio 2004 a Todtnau in slalom speciale, senza completare la gara. Nella medesima specialità ai Mondiali juniores del Québec del 2006 ha conquistato la medaglia di bronzo. Ha fatto il suo esordio in Coppa del Mondo il 12 novembre 2006 nello slalom speciale di Levi e il 13 gennaio 2007 ha colto a Donnersbachwald il suo primo podio in Coppa Europa, classificandosi 2º in slalom speciale.
Il 25 febbraio 2007 a Garmisch-Partenkirchen ha raccolto i primi punti in Coppa del Mondo, arrivando 16º in slalom speciale. Il 21 gennaio 2009 ha colto a Courchevel in slalom speciale il suo terzo e ultimo podio in Coppa Europa (2º) e a Val-d'Isère 2009 ha debuttato ai Campionati mondiali, ottenendo il 13º posto nello slalom speciale e il 6º nella supercombinata.

#### Stagioni 2010-2019
Ha fatto il suo esordio olimpico ai XXI Giochi olimpici invernali di Vancouver 2010, classificandosi 15º nello slalom gigante, 14º nella supercombinata e non concludendo lo slalom speciale; l'anno dopo ai Mondiali Garmisch-Partenkirchen si è piazzato 24º nello slalom gigante e non ha concluso il supergigante. Il 3 dicembre 2011 ha ottenuto il suo unico podio in Coppa del Mondo quando, partendo col pettorale n. 30, ha vinto il supergigante della Birds of Prey a Beaver Creek superando il norvegese Aksel Lund Svindal e lo svizzero Beat Feuz.
Ai Mondiali di Schladming 2013, suo congedo iridato, è stato 5º nella supercombinata e l'anno dopo, il 14 febbraio 2014, si è laureato campione olimpico nella supercombinata a Soči 2014, unica gara a cui ha preso parte durante quella sua ultima presenza olimpica. Ha preso per l'ultima volta il via in Coppa del Mondo il 16 dicembre 2016 nel supergigante della Val Gardena, che non ha portato a termine; si è ritirato durante la stagione 2018-2019 e la sua ultima gara è stata una combinata FIS disputata il 1º febbraio a Zinal, non completata da Viletta.

### Carriera da allenatore
Nel maggio 2021 ha iniziato a lavorare come allenatore per la Nazionale di sci alpino della Svizzera, seguendo il gruppo dei gigantisti.

## Palmarès

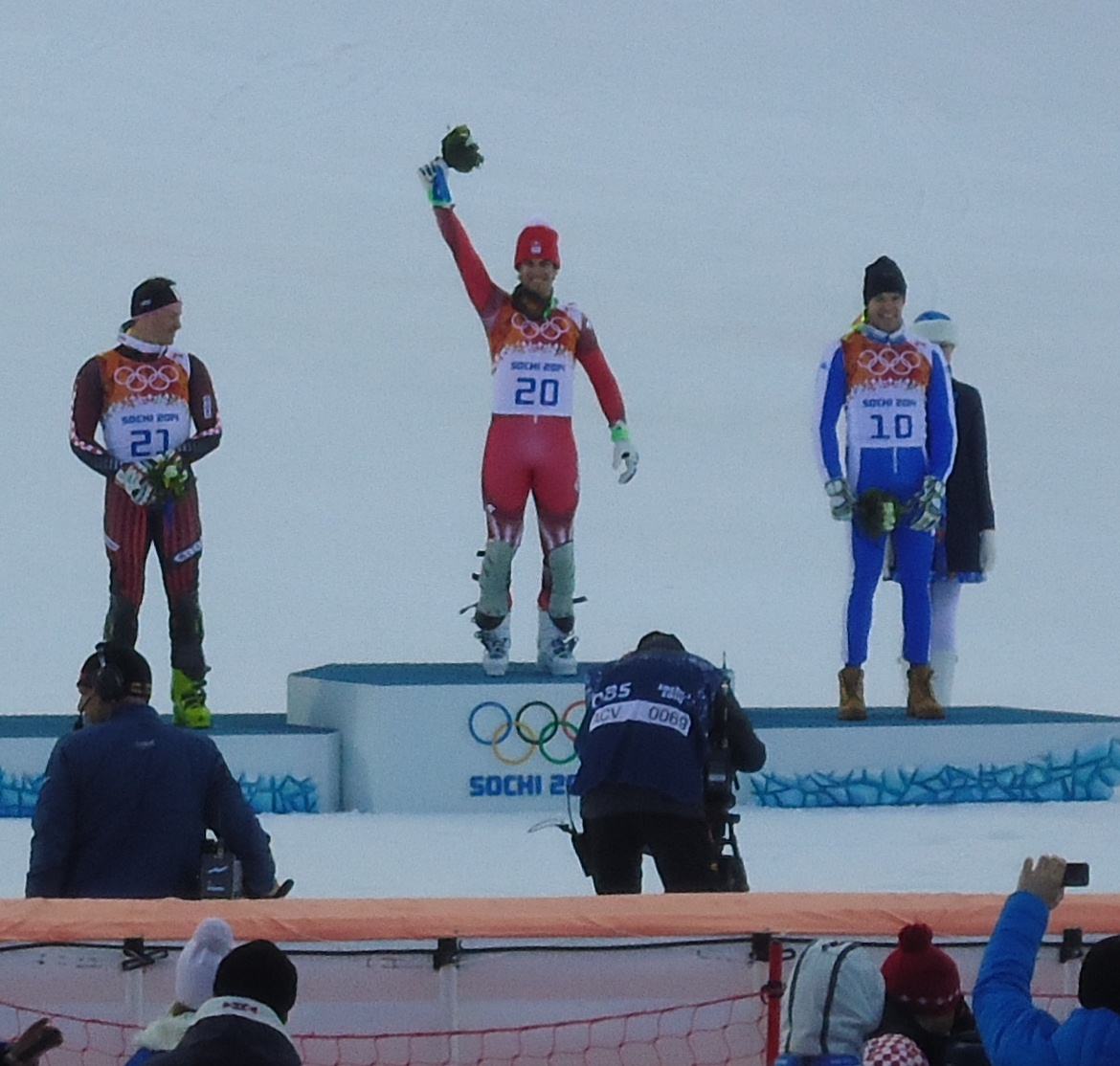
Il podio della supercombinata ai XXII Giochi olimpici invernali di, con Viletta tra Ivica Kostelić (argento, a sinistra) e Christof Innerhofer (bronzo, a destra)

### Olimpiadi
- 1 medaglia:
  - 1 oro (supercombinata a Soči 2014)

### Mondiali juniores
- 1 medaglia:
  - 1 bronzo (slalom speciale a Québec 2006)

### Coppa del Mondo
- Miglior piazzamento in classifica generale: 45º nel 2015
- 1 podio:
  - 1 vittoria

#### Coppa del Mondo - vittorie
| Data            | Località     | Paese       | Specialità |
| --------------- | ------------ | ----------- | ---------- |
| 3 dicembre 2011 | Beaver Creek | Stati Uniti | SG         |

Legenda:

SG = supergigante

#### Coppa del Mondo - gare a squadre
- 1 podio:
  - 1 secondo posto

### Coppa Europa
- Miglior piazzamento in classifica generale: 13º nel 2007
- 3 podi:
  - 2 secondi posti
  - 1 terzo posto

### Campionati svizzeri
- 12 medaglie[3]:
  - 4 ori (discesa libera, supergigante, slalom gigante nel 2013; supercombinata nel 2014)
  - 5 argenti (slalom speciale nel 2008; slalom gigante, slalom speciale nel 2009; supergigante nel 2010; supergigante nel 2014)
  - 3 bronzi (slalom speciale nel 2006; slalom speciale nel 2007; slalom speciale nel 2010)